# Chandragupta Maurya
Chandragupta Maurya ( Kushwaha ) (sánscrito devanagari: चन्द्रगुप्त मौर्य Candragupta Maurya), a veces citado simplemente como Chandragupta (nacido c. 340 a. C., rey entre c. 324-313 a. C. y 293 a. C.), fue el fundador del Imperio Maurya. Chandragupta logró unificar la mayor parte del territorio del subcontinente indio, por lo que es considerado el primer emperador auténtico de la India.
En los textos extranjeros en griego y latín, es conocido como Sandrokyptos (Σανδρόκυπτος), Sandrácoto, Sandrokottos (Σανδρόκοττος) o Androcottus.
Después de deponer al rey Dhana Nanda de Magadha, dominó gran parte del norte de la India, creando el primer gran imperio indio, que luego fue extendido por su hijo Bindusara y su nieto Aśoka. Se cree que combatió a los sucesores de Alejandro Magno, poco después de invadir el norte de la India. También luchó contra Seleuco I Nicátor (c. 304 a. C.), logrando el control total de Región del Baluchistán y Afganistán.
Antes de consolidar su poder, Alejandro Magno había invadido el subcontinente noroccidental de la India antes de abandonar su campaña en el 324 a. C. debido a un motín provocado por la perspectiva de enfrentarse a otro gran imperio, presumiblemente el Imperio Nanda. Chandragupta derrotó y conquistó tanto el Imperio Nanda, como los sátrapas griegos que se nombraron o formaron a partir del Imperio de Alejandro en Asia Meridional. Chandragupta adquirió primero protagonismo regional en la región del  Gran Punjab en el Indo. A continuación, se dispuso a conquistar el Imperio Nanda centrado en Pataliputra, Magadha. Posteriormente, Chandragupta se expandió y aseguró su frontera occidental, donde se enfrentó a Seleuco I Nicator en la  Guerra Seléucida-Maurica. Tras dos años de guerra, se consideró que Chandragupta había ganado la partida en el conflicto y se anexionó satrapías hasta el Hindu Kush. En lugar de prolongar la guerra, ambas partes acordaron un tratado de matrimonio entre Chandragupta y Seleuco I Nicator.
El imperio de Chandragupta se extendió por la mayor parte del subcontinente indio, abarcando desde la actual Bengala hasta Afganistán por el norte de la India, además de hacer incursiones en el centro y el sur del país. Según los relatos jainistas fechados 800 años después de su muerte, Chandragupta abdicó de su trono y se convirtió en un monje jainista, viajó lejos de su imperio al sur de la India y cometió Salekana o ayuno hasta la muerte. Sin embargo, las pruebas griegas contemporáneas afirman que Chandragupta no dejó de realizar los ritos de sacrificio de animales asociados al  brahminismo védico, una antigua forma de hinduismo; se deleitaba con la caza y llevaba una vida alejada de la práctica jainista de Ahimsa o no violencia hacia los seres vivos. El reinado de Chandragupta, y el Imperio Maurya, marcaron una era de prosperidad económica, reformas, expansión de infraestructuras y tolerancia. Muchas religiones prosperaron en sus reinos y en el imperio de sus descendientes. El Budismo, el Jainismo y el Ajivika ganaron importancia junto a las tradiciones védica y brahmanista, y se respetaron religiones minoritarias como el Zoroastrismo y el Panteón Griego. Existe un monumento conmemorativo de Chandragupta Maurya en la colina de Chandragiri junto con una inscripción hagiográfica del siglo VII.

## Ascendencia

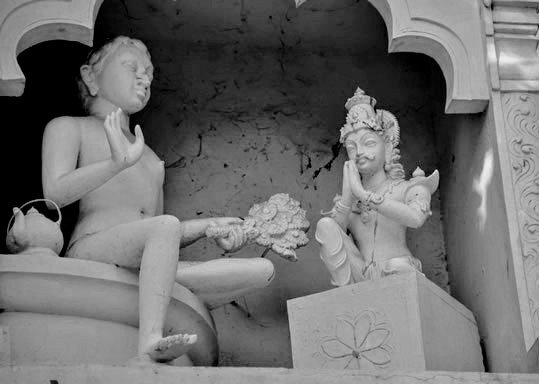
Estatuilla de Chandragupta y el sabio Bhadrabahu en la Tumba de Chandragupta, Karnataka, India.

## Reinado

Imperio de Chandragupta Maurya alrededor del 320 a. C.

Extensión del imperio tras el conflicto con Seleuco I Nicátor.